# Пришълците срещу Хищника 2
„Пришълците срещу Хищника 2“ (на английски: Aliens vs. Predator: Requiem) е американски филм, научна фантастика/ужас от 2007 г. и е продължение на Пришълецът срещу Хищникът. Режисиран е от братята Колин и Грег Щраус, известни със своите визуални ефекти. Филмът излиза на 25 декември 2007 година.

## Сюжет
Сюжетът на филма се свързва с този на предишния, в чийто финална част се вижда как от мъртвия хищник излиза нов вид пришълец, разположен на борда на космическия му кораб. Предсавлява хибрид на Пришълец и Хищник – по подобие на този от Пришълецът 3. Той убива целият екипаж на кораба. Корабът се разбива в гората около Гънисън, Колорадо. Междувременно са представени основните персонажи на филма. Далас Хауърд (бивш затворник) се завръща в родния си град Гънисън след дълго отсъствие. Други персонажи са градският шериф Еди Моралес, братът на Далас – Рики, приятелката си Рики – Джеси, и Кели О'Брайън – член на армията. Сигналът за бедствие на умиращите Хищници вече достига до тяхната родна планета. След това един Хищник, по-добре оборудван и опитен, се отправя към Земята. Няколко часа по-късно в гората около Гънисън се издирват двама изчезнали, но Хищникът вече е покрил част от следите.
Филмът е с по-шокиращи кадри и сцени в сравнение с първата част. Новите пришълци нямат нужда дори от кралица и яйца. Хибридът има способност сам да опложда женските индивиди.

## Филми от поредицата за „Пришълецът“
- Пришълецът (Alien, 1979)
- Пришълците (Aliens, 1986)
- Пришълецът 3 (Alien 3, 1992)
- Пришълецът: Завръщането (Alien Resurrection, 1997)
- Пришълецът срещу Хищникът (Alien vs. Predator, 2004)
- Пришълците срещу Хищника 2 (Aliens vs. Predator: Requiem, 2007)
- Прометей (Prometheus, 2012)
- Пришълецът: Завет (Alien: Covenant, 2017)
- Пришълецът: Ромул (Alien: Romulus, 2024)

## Филми от поредицата за „Хищникът“
- Хищникът (Predator, 1987)
- Хищникът 2 (Predator 2, 1990)
- Пришълецът срещу Хищникът (Alien vs. Predator, 2004)
- Пришълците срещу Хищника 2 (Aliens vs. Predator: Requiem, 2007)
- Хищници (Predators, 2010)
- Хищникът (The Predator, 2018)
- Хищникът: Плячка (Prey, 2022)
- Хищникът: Опасна зона (Predator: Badlands, 2025)